# Wanda Stojałowska
Wanda Stojałowska (ur. 16 maja 1905, zm. 16 maja 1995) – polska naukowiec, doktor habilitowany, prof.

## Życiorys
Była absolwentką Uniwersytetu Jana Kazimierza, w 1950 r. obroniła pracę doktorską, w 1961 r. habilitowała się. W 1970 r. uzyskała tytuł profesora nadzwyczajnego. Pracowała w Katedrze i Zakładzie Biologii i Parazytologii Akademii Medycznej w Lublinie.

## Odznaczenia
Medal 10-lecia Polski Ludowej (1954)